# Velký Magellanův oblak
Velký Magellanův oblak nebo též Velké Magellanovo mračno (LMC, PGC 17223) je nejjasnější galaxií viditelnou z naší Galaxie. Je to trpasličí nepravidelná galaxie (typu Irr I) na hranici souhvězdí Tabulové hory a Mečouna vzdálená asi 170 000 ly. Struktura této galaxie je nepravidelná, v jejím středu je však zřetelný náznak galaktické příčky. Jedná se o velmi nápadný objekt – po Mléčné dráze jde o nejrozsáhlejší objekt na nebeské sféře viditelný pouhým okem.

## Jméno
Tato galaxie společně s Malým Magellanovým oblakem je pojmenována po portugalském mořeplavci Fernandu Magellanovi. Pojmenoval je tak písař jeho výpravy Antonio Pigafetta. Obě galaxie byly však známy dávno předtím – Velký Magellanův oblak popsal například již v roce 964 ve svém díle Kniha o souhvězdích stálých hvězd (Kitáb al-Kawatib at-Tábit al-Musawwar) perský astronom Abdurrahmán ibn Umar as-Súfí.

## Sousedství s galaxií Mléčná dráha
Galaxie Velký Magellanův oblak patří do místní skupiny galaxií a je gravitačně vázaná s Galaxií, kterou společně s Malým Magellanovým oblakem obíhá po kruhové dráze. Vlivem slapových sil je deformována – důkazem je takzvaný Magellanův proud – oblak vodíku, který je projevem začínajícího galaktického kanibalismu. Je pozorován ve vodíkové čáře 21 cm a spojuje oba Magellanovy oblaky a dosahuje až k Mléčné dráze. Tento oblak byl zachycen gravitací Mléčné dráhy při jejich blízkém průchodu kolem ní asi před 500 miliony let.

## Objekty
Ve Velkém Magellanově oblaku se nachází řada zajímavých objektů, například velmi rozlehlá mlhovina Tarantule, supernova 1987A, řada cefeid, kulových hvězdokup, planetárních mlhovin či oblastí s překotným vznikem hvězd.

### Tarantule

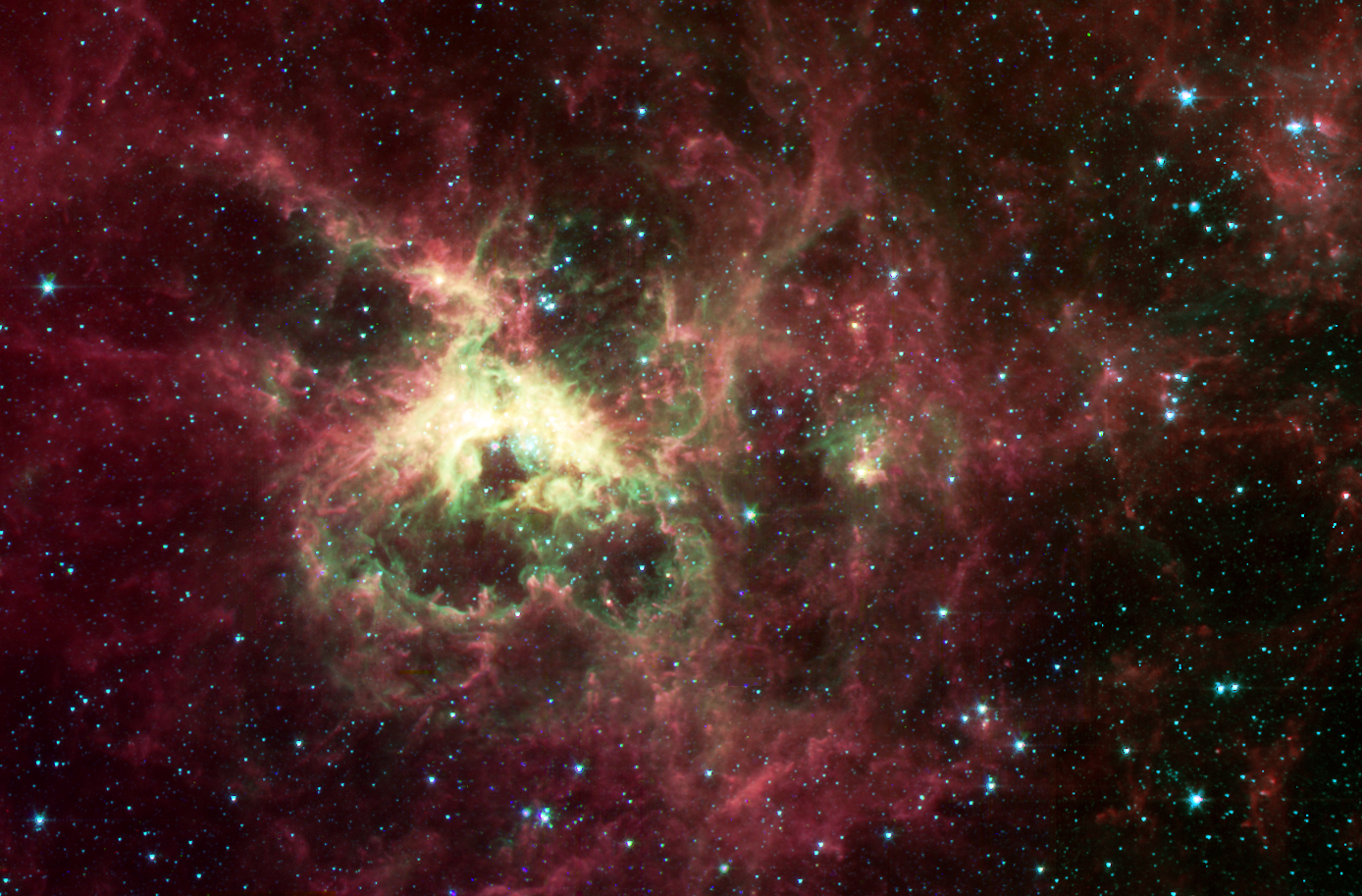
Mlhovina Tarantule

NGC 2070 (známá také jako 30 Doradus) je velmi veliká, pouhým okem viditelná emisní mlhovina, nazvaná podle svého vzhledu připomínajícího pavouka Tarantule. Má zdánlivou velikost 40' a je nejjasnějším objektem v této galaxii. Je součástí rozsáhlého komplexu ionizovaného vodíku o hmotnosti asi 800 000 M☉. Její skutečný rozměr je přibližně 1000 ly. Jde o tak rozsáhlý objekt, že pokud by se tato mlhovina nacházela od Sluneční soustavy stejně daleko jako známá Mlhovina v Orionu, pokrývala by na nebeské sféře oblast asi 30° (60 měsíčních úplňků).

### Supernova 1987A

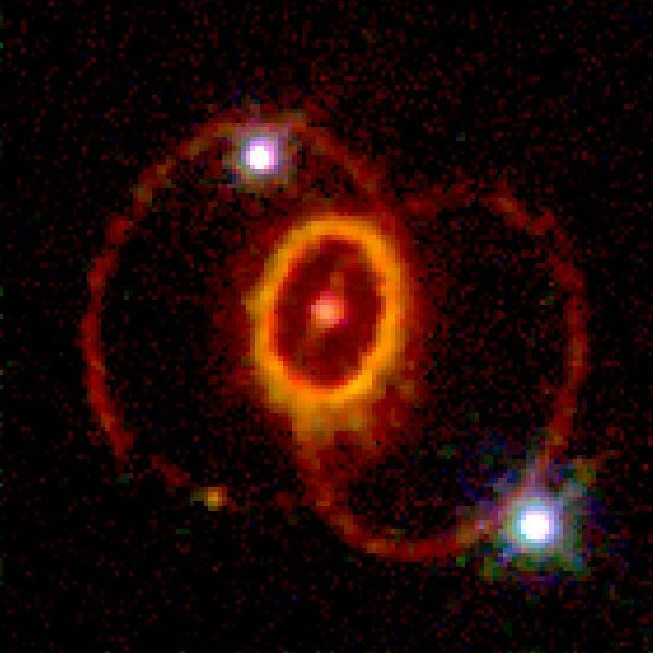
Supernova 1987A

Supernova 1987A je první blízká supernova pozorovaná moderní technikou. Vizuálně byla objevena 24. února 1987, příchod neutrin byl však zaznamenán již o den dříve. Jde o supernovu typu II, která vznikla zhroucením modrého veleobra.